# Arash Safaian
Arash Safaian (* 1981 in Teheran, Iran) ist ein deutsch-iranischer Komponist.

## Leben
Arash Safaian erhielt bereits in früher Kindheit Unterricht in Klavier, Tonsatz und Komposition. Gleichzeitig widmete er sich eigenen Zeichnungen und Gemälden, für die er als 17-Jähriger den Preis der sächsisch-bayerischen Jugendkunstbiennale erhielt. Nach der Schule studierte er Malerei an der Akademie der Bildenden Künste in Nürnberg bei Peter Angermann. Im Anschluss nahm er an der Hochschule für Musik und Theater München das Kompositionsstudium auf. Dort studierte er bei Jan Müller-Wieland. Des Weiteren führte er sein Studium bei Pascal Dusapin fort. Später erweiterte er seine musikalische Ausbildung durch ein Filmmusik-Studium bei Enjott Schneider.
2010 gründete er mit dem Dirigenten Samy Moussa das INDEX-Ensemble für zeitgenössische Musik und Bildende Kunst, dessen künstlerische Leitung er seitdem innehat. Seit 2013 ist er darüber hinaus Gesellschafter der Produktionsfirma Century Rolls in München.
Arash Safaian schrieb zahlreiche Orchester- und Kammermusikstücke sowie Werke für Musiktheater. Neben zahlreichen Film- und Theatermusiken, komponierte er die Kurzoper At-Stake für die Münchener Opernbiennale 2010 und das Musiktheater on the beach zum 30. Jubiläum von Philip Glass Einstein on the Beach, welches 2012 am Baryshnikov Arts Center unter der Leitung von Robert Wilson und Marcia Moraes uraufgeführt wurde. Arash Safaian lebt und arbeitet in München.
Arash Safaian ist der Sohn des Malers und Bildhauers Ali Akbar Safaian.

## Auszeichnungen
Arash Safaian ist Preisträger der Reinl-Stiftung Wien, des internationalen Günther-Bialas Preises München und des eon Kulturpreises Bayern. Als künstlerischer Leiter des INDEX Ensembles wurde er 2013 mit dem Bayerischen Kunstförderpreis ausgezeichnet. Darüber hinaus war er Stipendiat des DAAD und der Stadt München. Er erhielt das Stipendium des internationalen Künstlerhauses Villa Concordia Bamberg und der Cite des Artes Paris. 2017 bekam er zusammen mit Sebastian Knauer einen Klassik-Echo. Für seine Kompositionen zum Film Lara (Regie: Jan-Ole Gerster) erhielt er den Bayerischen Filmpreis 2019 in der Kategorie Filmmusik.

## Werke

### Orchester/Ensemble
- Venuspassagen Konzert für Violine und Orchester
- In Symmetrie für Ensemble und Elektronik
- Dramolett für Ensemble von 7 Musikern und Bariton
- Centurione für Blechbläserquintett und Akkordeon
- Night Falls für Ensemble von 7 Instrumenten
- Tactics, musikalisches Strategiespiel für Ensemble in beliebiger Besetzung und zwei Spieler
- Night Falls für Ensemble von 7 Instrumenten
- ÜberBach fünf Konzerte für Klavier, Vibraphon und Streichorchester

### Oper
- Der Schuss 2-6-1967 on the 50th anniversary of Benno Ohnesorg’s death (UA Neuköllner Oper, Berlin)
- Exit Paradise, Singspiel (UA Neuköllner Oper, Berlin)
- On the beach, Kurzoper zu Philip Glass Einstein on the Beach (UA Baryshnikov Arts Center, New York)
- At Stacke, Kurzoper (UA 12. Münchner Opernbiennale)
- Le Docteur Miracle, Bearbeitung der Oper Le docteur Miracle von George Bizet (UA Reaktorhalle München)
- Tactics, musikalisches Strategiespiel (UA A•DEvantgarde-Festival, München)
- Agara, Opernfragment

### Kammermusik
- Grammatik I  für zwei Klaviere
- Grammatik II für Klavier solo und Tape
- Alpha für Akkordeon Solo
- Turners Case Trio für Horn, Violine und Klavier
- Kadenz für Solo Schlagzeug und Elektronik
- Plateau für Schlagzeug, Klavier und Flöte

### Musik zum Film
- 2014: Im Schatten der Copacabana (In the Shadow of the Copacabana), Regie: Denize Galeao
- 2016: Der 7. Tag, Regie: Roland Suso Richter
- 2018: Der Staatsfeind, Regie: Felix Herzogenrath
- 2019: Lara, Regie: Jan-Ole Gerster
- 2021: Polizeiruf 110: Frau Schrödingers Katze
- 2021: Geliefert
- 2022: Der Fuchs

## Diskographische Hinweise
- Arash Safaian ÜberBach mit Sebastian Knauer, Pascal Schumacher (Neue Meister, Edel, 2016)